# Channallabes
Channallabes – rodzaj słodkowodnych ryb sumokształtnych z rodziny długowąsowatych (Clariidae).

## Zasięg występowania
Afryka Zachodnia i Afryka Środkowa.

## Klasyfikacja
Gatunki zaliczane do tego rodzaju:
- Channallabes alvarezi
- Channallabes apus
- Channallabes longicaudatus
- Channallabes ogooensis
- Channallabes sanghaensis
- Channallabes teugelsi

Gatunkiem typowym jest Gymnallabes apus (Ch. apus).